# Lady Churchill’s Rosebud Wristlet
Lady Churchill’s Rosebud Wristlet (znany także pod skrótem LCRW) – wydawany dwukrotnie w ciągu roku zin, publikowany nakładem Small Beer Press, pod redakcją Gavina Granta i Kelly Link. Zawiera mieszankę fikcji, poezji i literaturę faktu z naciskiem na fantastykę. W zinie swoje teksty publikowali m.in. Kelly Link, Karen Joy Fowler i Ursula K. Le Guin.
Pierwszy numer ukazał się zimą 1996/1997 w nakładzie 26 sztuk. Został ponownie wydrukowany, kiedy opowiadanie Link otrzymało Nagrodę Jamesa Tiptree Jr.
W listopadzie 2006 ukazał się 19 numer (na 10 rocznicę wydania zinu). W sierpniu 2007 ukazało się  The Rose of Wristlet The Best of Lady Churchill (ISBN 0-345-49913-1), wydane nakładem Del Rey Books. W listopadzie tego samego roku ukazał się numer 21.
W 2007 zin został nominowany do Nagrody Hugo. Kilka opowiadań opublikowanych w nim także zdobyło nominacje.